# Giorni felici (Beckett)
Giorni felici (Happy Days) è un dramma in due atti di Samuel Beckett del 1961, pubblicato in inglese nel 1962 e tradotto dall'autore in francese nel 1963 (con il titolo Oh les beaux jours).
A lungo stroncato dalla critica, Giorni felici è stato solo successivamente riconosciuto come uno dei momenti più alti del teatro beckettiano e una forte evoluzione rispetto alle sue prove precedenti. Invece di distruggere le forme teatrali classiche, Beckett prende il comune "dramma di conversazione" per svuotarlo da tutte le sue componenti significative, fino a renderlo un pallido specchio della misera condizione umana.
Se in Aspettando Godot il dialogo non aveva più funzione significante, in Giorni felici Beckett porta la situazione al parossismo, costringendo i protagonisti all'inazione quasi totale in una lenta scarnificazione dei mezzi espressivi propri del teatro.

## Trama
Winnie, il personaggio principale, è una donna sulla cinquantina, bionda, grassottella. È sepolta fino alla vita in un alto cumulo di sabbia. Ha una capiente sporta nera piena di oggetti interessanti incluso un pettine, uno spazzolino da denti, un dentifricio, un rossetto, una lima per unghie ed un organetto. Ha anche un parasole e una rivoltella, che ama accarezzare. Il suono stridente di un campanello isolato e fuori scena scandisce le ore di veglia da quelle del sonno. Il dramma inizia con il suono del campanello e l'affermazione di Winnie:
Winnie è infatti felice della sua esistenza, seppure immobile: nonostante quanto possa capitare, afferma senza ombra di dubbio che quello sarà sicuramente un altro giorno felice.
Suo marito Willie, un uomo sulla sessantina dal cranio sfondato e vuoto, vive in una cavità del cumulo di sabbia alle spalle della moglie, quasi fuori dal suo campo visivo per l'impossibilità di movimento di lei. Al contrario di Winnie può ancora muoversi, anche se l'unico modo per farlo che ha è quello di strisciare su tutto quanto. Durante il corso del primo atto esce dal suo buco solo per leggere il giornale e per masturbarsi, seduto dietro al mucchio e con le spalle al pubblico. Nonostante il chiacchierio continuo di Winnie e le continue richieste da parte di lei di una risposta, Willie si esprime a monosillabi leggendo piccole citazioni dal giornale, solo a conferma che riesce ad ascoltarla.
Nel secondo atto, aperto come il primo dal suono del campanello, Winnie è sepolta fino al collo, con la sola testa fuori dal cumulo di sabbia. Continua a parlare, ma non può più raggiungere la sua borsa né voltarsi per guardare il suo amato Willie. È sorprendentemente ottimista durante tutto il dramma, solo pochi accenni alla monotonia e al fatto che suo marito viva alle sue spalle fanno presagire una sottile amarezza della sua condizione. La pièce si conclude con Willie che striscia fino a Winnie vestito di tutto punto, mentre lei lo osserva amorevolmente cantando un motivetto ascoltato dall'organetto nel corso del primo atto.

## Interpretazione
La sempre più totale impossibilità di movimento di Winnie può essere interpretata in molti modi, ma soprattutto è una metafora del processo attante stesso, destrutturato e scarnificato. Nel corso del dramma ella si distrae dalla tragica condizione in cui versa sia tramite l'utilizzo sistematico degli oggetti personali di uso comune che possiede, sia cercando un dialogo con l'amato marito.
Ma non è nel dialogo che risiede la forza del dramma: se lo spettatore non potesse vedere le condizioni dei due, non sentirebbe altro che una normale conversazione di una coppia piccolo borghese, impegnata in discorsi di circostanza. Lo stesso titolo, Giorni felici, allude a un modo di dire che Winnie prende però alla lettera, quasi come un motto di vita da far proprio. Il dramma attinge a piene mani al dato visivo come punto di partenza di una situazione disperata, allo stremo, in cui l'individuo cerca inutilmente e disperatamente di riscattarsi, senza però riuscirci. Il tentativo stesso è ridicolo, senza un vero processo né struttura.
La condizione esistenziale estrema, disperata, è resa tangibile anche dalla presenza della rivoltella, che però Winnie tiene in borsa solo perché, afferma, suo marito potrebbe volerla usare. In realtà lei stessa non può usarla, perché il suicidio sarebbe l'ammissione di una vita vuota, insignificante, vana.
Non solo Winnie è però intrappolata nella sua stessa condizione esistenziale: anche Willie, a ben vedere, lo è. Costretto a strisciare e non a camminare, gli rimane impossibile scalare il cumulo nel quale la moglie è sepolta, atto in cui si sottintende una evidente metafora di impotenza sessuale. Non solo quest'ultima condizione li rende poco vicini, ma la stessa incapacità fisica di Willie di arrivare a lei rende impossibile un qualsiasi reale contatto tra i due.

## Allestimenti
Il dramma, di complessa e varia interpretazione, è stato oggetto di una famosa regia di Giorgio Strehler messa in scena al Piccolo Teatro di Milano nel 1982. Interpreti della pièce, più volte poi portata in scena anche dopo la morte del regista, gli attori Giulia Lazzarini e suo marito, Franco Sangermano. Beckett stesso contattò Strehler palesando la sua curiosità di vedere l'allestimento milanese del dramma. Lo colpì, infatti, il tentativo della Winnie strehleriana di voler vivere fino all'ultimo per affermare la propria esistenza, condizione che Beckett stesso reputava la peggiore possibile.

## Edizioni
- Samuel Beckett, Happy Days, Faber and Faber, London 1962
- Samuel Beckett, Oh les beaux jours, Éditions de Minuit, Paris 1963
- Samuel Beckett, Giorni felici, trad. Carlo Fruttero, in Teatro, Einaudi, Torino 1968, pp. 241–282; poi in Teatro completo, Einaudi-Gallimard, Torino 1994, pp. 251–284